# Tirapu
Tirapu è un comune spagnolo di 63 abitanti situato nella comunità autonoma della Navarra.